# Potemnemus lima
Potemnemus lima es una especie de escarabajo longicornio del género Potemnemus, tribu Monochamini, subfamilia Lamiinae. Fue descrita científicamente por Pascoe en 1866.

## Descripción
Mide 47-52 milímetros de longitud.

## Distribución
Se distribuye por Indonesia y Papúa Nueva Guinea.